# Лок Арбор (Њу Џерзи)
Лок Арбор (енгл. Loch Arbour) град је у америчкој савезној држави Њу Џерзи.

## Демографија
По попису из 2010. године број становника је 194, што је 86 (-30,7%) становника мање него 2000. године.
| Група             | 2000.       | 2010.       |
| Белци             | 265 (94,6%) | 178 (91,8%) |
| Афроамериканци    | 6 (2,1%)    | 3 (1,5%)    |
| Азијати           | 2 (0,7%)    | 3 (1,5%)    |
| Хиспаноамериканци | 2 (0,7%)    | 7 (3,6%)    |
| Укупно            | 280         | 194         |